# Adomas Varnas

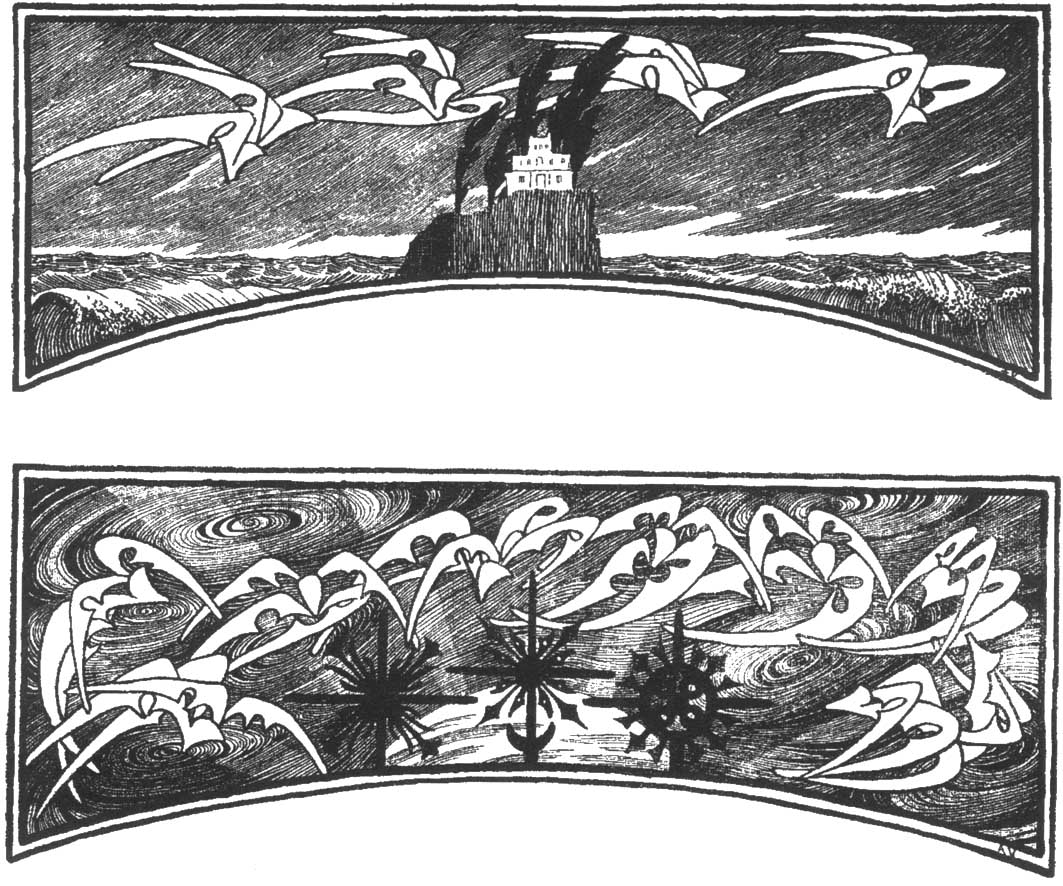
Adomas Varnas. “Ilustración del almanaque Pirmasis baras”. 1914

Adomas Varnas (1 de enero de 1879 en Joniškis, Lituania – 19 de julio de 1979 en Chicago, Estados Unidos) fue un destacado pintor, fotógrafo, coleccionista, filántropo y educador lituano.
Autor del primer álbum mundial de fotografía etnográfica Cruces lituanas ( Lietuvos kryžiai, 2 volúmenes, 1926, Kaunas ) sobre el arte folclórico lituano único, la artesanía de las cruces.
Estudió arte en San Petersburgo, Rusia y Cracovia, Polonia, donde quedó impresionado principalmente por el paisajista, el profesor Stanislavski. En 1905 fue a estudiar arte en la Ecole des Beaux Arts de Ginebra. Al mismo tiempo, Varnas trabajó en dos clases de arte diferentes: pintura de retratos y arte decorativo. En 1908, después de graduarse de la academia de arte, se fue a Sicilia. El artista se sumergió en el paisaje montañoso siciliano con sus pintorescas costas y sus pescadores, produciendo muchas obras de arte paisajístico. 
En 1913, Varnas regresó a su natal Lituania, estableciendo su hogar en su capital, Vilna, donde trabajó no solo como artista, sino también como líder cívico y cultural. Con el avance de la guerra, en 1915 se fue a Odesa, Ucrania, y después de la guerra regresó a Kaunas donde abrió su propio estudio. 
Después de que Lituania obtuvo su independencia en 1918, el artista Varnas trabajó en teatro y ópera, haciendo su contribución pintando los decorados. Ganó muchos premios al diseñar naipes y sellos postales, fue a Praga para supervisar la primera impresión de dinero lituano. Como profesor, enseñó arte en Vorónezh, Rusia y en la escuela Vytautas el Grande de Lituania, la escuela de arte Kaunas, el Instituto Estatal de Arte. Pasó cinco años recolectando objetos del folclore lituano y haciendo fotografías de las cruces de madera que se encontraban junto a las carreteras. 
Durante la Segunda Guerra Mundial, el artista Varnas huyó de Lituania a Alemania, y en 1949 llegó a Estados Unidos donde vivió hasta su muerte. 
Las obras de arte de Varnas se pueden dividir en 4 períodos. El primer período (1908-1913) incluye sus trabajos de estudio de posgrado de retratos y paisajes. El segundo período (1914–18) incluye retratos y caricaturas políticas. El período de la posguerra no fue muy rico en número de obras, pero sí mucho más rico en calidad. Ahora el artista se libera de las inclinaciones románticas, concentrándose más en el desarrollo de los problemas del color. El tercer período (1918-1940), que coincide con la Lituania independiente, muestra las intensas aspiraciones del artista en el manejo del color en sus retratos y su tema favorito: el paisaje. A este período también pertenecen sus obras gráficas, sellos postales, proyectos monetarios, caricaturas políticas, escenarios teatrales. En el cuarto período desde 1944 hasta su fallecimiento, el artista continúa pintando principalmente retratos y paisajes. En este período, pintó la monumental composición histórica "La coronación del rey Mindaugas", en la que el artista desarrolló una minuciosa obra de arte de cuatro años. Sus retratos representan el rostro humano con toda su simplicidad, debilidades y grandeza. Tiende a incluir antecedentes simbólicos para representar la posición social de la persona en la vida. No solo pinta los rasgos faciales externos, sino que también revela la personalidad del retratado. En sus pinturas al óleo representa objetos realistas con un ligero toque de impresionismo. Sus elementos más característicos son la simplicidad y la sinceridad. Es sorprendente que durante la larga vida artística de Varnas, que abarcó más de 60 años, nunca haya sido influenciado por el desarrollo de nuevas tendencias en el arte, como el expresionismo, el surrealismo o incluso lo abstracto. Los objetos del artista nunca perdieron su verdadera forma realista, siempre se mantuvo fiel a la naturaleza. En sus pinturas de paisajes al aire libre, vemos un estudio detallado y paciente de la naturaleza, visto solo a través de los ojos del artista. Por lo tanto, además de pinturas históricas y retratos, Varnas es probablemente más conocido como un paisajista verdaderamente exclusivo. 